# César d'honor
El César d'honor és un premi cinematogràfic francès que atorga l'Acadèmia de les Arts i Tècniques del Cinema de França des de la primera cerimònia de premis, el 1976 al Palais des Congrès de París.
Aquest premi no es votat com la resta, sinó que els seus guanyadors són escollits directament per la Junta Directiva de l'Académie.

## Palmarès
- Font: Pàgina oficial del premi.

### Dècada del 1970
| Any             | Guardonat    | Pais |
| --------------- | ------------ | ---- |
| 1976            |              |      |
| Ingrid Bergman  | Suècia       |      |
| Diana Ross      | Estats Units |      |
| 1977            |              |      |
| Henri Langlois  | França       |      |
| Jacques Tati    | França       |      |
| 1978            |              |      |
| Robert Dorfmann | França       |      |
| René Goscinny   | França       |      |
| 1979            |              |      |
| Marcel Carné    | França       |      |
| Walt Disney     | Estats Units |      |
| Charles Vanel   | França       |      |

### Dècada del 1980
| Any                   | Guardonat    | Pais |
| --------------------- | ------------ | ---- |
| 1980                  |              |      |
| Pierre Braunberger    | França       |      |
| Louis de Funès        | França       |      |
| Kirk Douglas          | Estats Units |      |
| 1981                  |              |      |
| Marcel Pagnol         | França       |      |
| Alain Resnais         | França       |      |
| 1982                  |              |      |
| Georges Dancigers     | Rússia       |      |
| Alexandre Mnouchkine  | Rússia       |      |
| Jean Nény             | França       |      |
| Andrzej Wajda         | Polònia      |      |
| 1983                  |              |      |
| Raimu                 | França       |      |
| 1984                  |              |      |
| René Clément          | França       |      |
| Georges de Beauregard | França       |      |
| Edwige Feuillère      | França       |      |
| 1985                  |              |      |
| Christian-Jaque       | França       |      |
| Danielle Darrieux     | França       |      |
| Christine Gouze-Renal | França       |      |
| Alain Poiré           | França       |      |
| 1986                  |              |      |
| Bette Davis           | Estats Units |      |
| Jean Delannoy         | França       |      |
| René Ferracci         | França       |      |
| Maurice Jarre         | França       |      |
| Claude Lanzmann       | França       |      |
| 1987                  |              |      |
| Jean-Luc Godard       | França       |      |
| 1988                  |              |      |
| Serge Silberman       | Polònia      |      |
| 1989                  |              |      |
| Bernard Blier         | França       |      |
| Paul Grimault         | França       |      |

### Dècada del 1990
| Any                  | Guardonat    | Pais |
| -------------------- | ------------ | ---- |
| 1990                 |              |      |
| Gérard Philipe       | França       |      |
| 1991                 |              |      |
| Jean-Pierre Aumont   | França       |      |
| Sophia Loren         | Itàlia       |      |
| 1992                 |              |      |
| César Baldaccini     | França       |      |
| Michèle Morgan       | França       |      |
| Sylvester Stallone   | Estats Units |      |
| 1993                 |              |      |
| Jean Marais          | França       |      |
| Marcello Mastroianni | Itàlia       |      |
| Gérard Oury          | França       |      |
| 1994                 |              |      |
| Jean Carmet          | França       |      |
| 1995                 |              |      |
| Jeanne Moreau        | França       |      |
| Gregory Peck         | Estats Units |      |
| Steven Spielberg     | Estats Units |      |
| 1996                 |              |      |
| Lauren Bacall        | Estats Units |      |
| Henri Verneuil       | França       |      |
| 1997                 |              |      |
| Charles Aznavour     | França       |      |
| Andie MacDowell      | Estats Units |      |
| 1998                 |              |      |
| Michael Douglas      | Estats Units |      |
| Clint Eastwood       | Estats Units |      |
| Jean-Luc Godard      | França       |      |
| 1999                 |              |      |
| Pedro Almodóvar      | Espanya      |      |
| Johnny Depp          | Estats Units |      |
| Jean Rochefort       | França       |      |

### Dècada del 2000
| Any                | Guardonat    | Pais |
| ------------------ | ------------ | ---- |
| 2000               |              |      |
| Josiane Balasko    | França       |      |
| Georges Cravenne   | França       |      |
| Jean Pierre Léaud  | França       |      |
| Martin Scorsese    | Estats Units |      |
| 2001               |              |      |
| Darry Cowl         | França       |      |
| Charlotte Rampling | Regne Unit   |      |
| Agnès Varda        | Bèlgica      |      |
| 2002               |              |      |
| Anouk Aimée        | França       |      |
| Jeremy Irons       | Regne Unit   |      |
| Claude Rich        | França       |      |
| 2003               |              |      |
| Bernadette Lafont  | França       |      |
| Spike Lee          | Estats Units |      |
| Meryl Streep       | Estats Units |      |
| 2004               |              |      |
| Micheline Presle   | França       |      |
| 2005               |              |      |
| Jacques Dutronc    | França       |      |
| Will Smith         | Estats Units |      |
| 2006               |              |      |
| Hugh Grant         | Regne Unit   |      |
| Pierre Richard     | França       |      |
| 2007               |              |      |
| Marlène Jobert     | França       |      |
| Jude Law           | Regne Unit   |      |
| 2008               |              |      |
| Roberto Benigni    | Itàlia       |      |
| 2009               |              |      |
| Dustin Hoffman     | Estats Units |      |

### Dècada del 2010
| Any                | Guardonat    | Pais |
| ------------------ | ------------ | ---- |
| 2010               |              |      |
| Harrison Ford      | Estats Units |      |
| 2011               |              |      |
| Quentin Tarantino  | Estats Units |      |
| 2012               |              |      |
| Kate Winslet       | Regne Unit   |      |
| 2013               |              |      |
| Kevin Costner      | Estats Units |      |
| 2014               |              |      |
| Scarlett Johansson | Estats Units |      |
| 2015               |              |      |
| Sean Penn          | Estats Units |      |
| 2016               |              |      |
| Michael Douglas    | Estats Units |      |
| 2017               |              |      |
| George Clooney     | Estats Units |      |
| 2018               |              |      |
| Penélope Cruz      | Espanya      |      |
| 2019               |              |      |
| Robert Redford     | Estats Units |      |

### Dècada del 2020
| Any                | Guardonat    | Pais |
| ------------------ | ------------ | ---- |
| 2020               |              |      |
| No es va concedir. |              |      |
| 2021               |              |      |
| 2022               |              |      |
| Cate Blanchett     | Estats Units |      |
| 2023               |              |      |
| David Fincher      | Estats Units |      |
| 2024               |              |      |
| Agnès Jaoui        | França       |      |
| Christopher Nolan  | Estats Units |      |
| 2025               |              |      |
| Julia Roberts      | Estats Units |      |
| Costa-Gavras       | Grècia       |      |